# Riserva naturale Masseria Combattenti
La riserva naturale Masseria Combattenti è un'area naturale protetta della regione Puglia istituita nel 1980.
Occupa una superficie di 82 ha nella provincia di Foggia.

## Fauna
La Riserva Naturale Masseria Combattenti è un luogo importante per la sosta e permanenza invernale di molte specie di uccelli migratori come il fenicottero rosa,il germano reale ed il falco di palude.